# Смит, Барбара
Барбара Смит (родилась 16 ноября 1946 года) — американская лесбиянка-феминистка и социалистка, сыгравшая значительную роль в черном феминизме в США. С начала 1970-х годов она активно работает как ученый, активист, критик, лектор, автор и издатель черной феминистской мысли. В течение 25 лет она также преподавала в многочисленных колледжах и университетах. Эссе, обзоры, статьи, рассказы и литературная критика Б. Смит появлялись в различных изданиях, включая The New York Times Book Review, The Black Scholar Ms., Gay Community News, The Guardian, The Village Voice, Conditions и The Nation.
У нее есть сестра-близнец Беверли Смит, которая также является лесбиянкой, феминисткой, активисткой и писательницей.

## Биография

### Ранние годы

#### Детство
Барбара Смит и ее сестра-близнец Беверли родились 16 ноября 1946 года в Кливленде, штат Огайо, в семье Хильды Болл Смит. Родившись недоношенными, обе близняшки испытывали трудности в первые месяцы жизни, хотя Беверли особенно тяжело переживала заболевание пневмонией. Их мать работала помощницей медсестры, а позже продавцом в магазине, поэтому бабушка девочек в их детстве выполняла роль главной воспитательницы, в то время как мать зарабатывала деньги В 1956 году, когда Барбаре и Беверли было девять лет, их мать умерла от осложнений на сердце, связанных с детской ревматической лихорадкой. После смерти матери девочки продолжали жить в двухквартирном доме с бабушкой, тетями, дядями и кузенами.
Хотя семья Смит была относительно небогатой, ее бабушка, тети и мать были хорошо образованными, особенно для того уровня образования, который был доступен чернокожим женщинам в 1940-х и 1950-х годах. Ее бабушка и двоюродные бабушки преподавали в сегрегированных школах на Юге, прежде чем переехать на север, хотя ее мать была единственной в семье, кто получил диплом колледжа — степень бакалавра наук в области образования в Государственном университете Форт-Вэлли (тогда Государственный колледж Форт-Вэлли). Все члены семьи Барбары были активными читателями и придавали большое значение образованию, как в школе, так и вне ее.
Большую часть своей жизни Барбара почти ничего не знала о своем отце, Гартрелле Смите, который разошелся с Хильдой еще до рождения близнецов. По словам двоюродной сестры матери Барбары, тети Изабель, Хильда и Гартрелл сбежали после того, как родители Хильды не одобрили их брак. Хильда вернулась в Кливленд беременной после разрыва с Гартреллом. Барбара никогда не встречалась со своим отцом и не видела его фотографий. О нем мало что известно, кроме того, что он был военным во время Второй мировой войны и что Хильда и Гартрелл познакомились в Джорджии, где Хильда училась в колледже.
Хотя Барбара и ее сестра выросли на севере США, ее семья сохранила свои южные корни и традиции сельской Джорджии. Семья ее матери была одной из миллионов афроамериканских семей, которые приняли участие в Великой миграции в первой половине 20-го века, чтобы избежать угнетающей расовой кастовой системы Юга и улучшить свое экономическое положение. Барбара описывает свою идентичность как южанку и считает, что катализатором ее активизма стал опыт ее семьи, пережившей сильную расовую травму в Джорджии. В то же время она не оправдывает север от сильной расовой дискриминации, документируя несколько случаев формирования античерноты, с которыми столкнулись она и ее сестра. Во время одного из таких инцидентов они с сестрой принесли домашнее печенье на летний урок французского языка, который вела откровенно расистски настроенная женщина. Никто из белых детей в классе не съел ни одного печенья. Однако, несмотря на очевидную расовую дискриминацию, и Барбара, и Беверли отлично учились.

#### Образование
Барбара Смит и ее сестра начали свое начальное образование в начальной школе Болтона и перешли в начальную школу Роберта Фултона в первом классе. Б. Смит частично приписывает свои ранние успехи в учебе высокому качеству государственных школ, в которых она училась. Хотя она и ее сестра были отобраны в специальную школу для академически одаренных в четвертом классе, их семья решила не менять школу для девочек так скоро после смерти матери. Барбара и Беверли посещали среднюю школу Александра Гамильтона-младшего, а затем среднюю школу Джона Адамса.
В старших классах Б. Смит отлично училась в классах с отличием и получила очень высокие баллы по тесту PSAT. Ее оценки и результаты тестов позволили ей поступить в колледж Маунт-Холиок в 1965 году, но, устав от расовой неприязни в колледже, она перевелась в Новую школу социальных исследований в Нью-Йорке, где в течение года изучала социальные науки. Она вернулась в Маунт-Холиок в выпускной класс и окончила его в 1969 году.
После окончания колледжа Маунт-Холиок в 1969 году Барбара Смит поступила в магистратуру по литературе в Питтсбургский университет и окончила его в 1971 году. В Питтсбурге она начала активно участвовать в женском движении и движении за освобождение геев.
В 1981 году Б. Смит защитила все диссертации, кроме докторской, в Университете Коннектикута. К тому времени она уже была известной активисткой движения чернокожих, феминисток и ЛГБТ.
В 2015 году Университет в Олбани присвоил Б. Смит степень почетного доктора.

#### Ранний активизм
Поскольку она выросла в глубоко сегрегированном обществе, у Б. Смит с раннего возраста начало развиваться политическое сознание. Будучи старшеклассниками, она и ее сестра участвовали в протестах за гражданские права, которые были посвящены десегрегации школ. В это время Смит была волонтером Кливлендского отделения Конгресса расового равенства (CORE). Она называет убийство Брюса Клюндера, активиста и священника, катализатором ее участия в кливлендском движении. Она посетила несколько выступлений Мартина Лютера Кинга-младшего и познакомилась с активисткой движения за гражданские права Фанни Лу Хеймер.
В 1965 году Б. Смит поступила в колледж Маунт-Холиок, где была одной из немногих чернокожих студенток. Она быстро стала участницей группы «Гражданские действия», которая, помимо прочего, занималась организацией протеста против войны во Вьетнаме. Хотя в Маунт-Холиоке не было отделения «Студентов за демократическое общество» (SDS), Б. Смит и другие студенты Маунт-Холиока восхищались и подражали усилиям этой группы. Во время учебы в Новой школе социальных исследований Б. Смит ездила в Чикаго и участвовала в протестах, сопровождавших Демократическую национальную конвенцию.
После окончания Маунт-Холиока Смит взяла паузу в активизме, где она чувствовала себя скованной своей принадлежностью к движению черных националистов. Некоторое время она рассуждала, что сможет помочь продвижению расовой справедливости, работая в академии. Но после посещения собрания Национальной организации черных феминисток (NBFO), она вернулась в сферу активизма и начала сотрудничать со многими известными цветными женщинами.
Смит поселилась в Бостоне после получения степени магистра литературы в Питтсбургском университете. Работа ее сестры Беверли в журнале Ms. Magazine позволила Беверли получить контакты критиков, и через это издание Барбара познакомилась с Маргарет Слоун, основательницей NBFO. Заинтригованная призывом принять участие в Восточной региональной конференции NBFO в 1974 году, Смит объединилась с женщинами из Бостона и установила контакты для создания бостонского отделения NBFO.
В 1975 году вместе с Беверли Смит и Демитой Фрейзер, активисткой из Чикаго, Барбара Смит основала Бостонское отделение NBFO. Из-за отсутствия руководства со стороны национальной организации, бостонское отделение имело независимый характер, решив как группа сосредоточиться на повышении сознательности и организации низовых организаций, которые помогали бедным и рабочим классам Бостона.

### Активизм

#### Коллектив реки Комбахи
Разочарованная отсутствием связи с национальной организацией, а также понимая, что политика бостонского отделения была значительно более радикальной, чем у NBFO, группа решила полностью отделиться. Названная в честь успешной военной операции, которой руководила Гарриет Табман во время Гражданской войны на реке в Южной Каролине, группа Combahee River Collective быстро приступила к написанию манифеста. Коллективное заявление Combahee River Collective Statement описывает цели группы, но также определяет ее как организацию черных феминисток с классовым сознанием и утверждением сексуальности. Признание лесбиянства в качестве легитимной идентичности усилило дебаты внутри черного феминизма и более широкого женского движения.
Как социалистическая организация черных феминисток, коллектив подчеркивал пересечения расового, гендерного, гетеросексуального и классового угнетения в жизни афроамериканок и других цветных женщин. Как и другие черные феминистские организации того времени, Combahee сформулировала «многие проблемы, характерные для черных женщин, от гнева на черных мужчин за то, что они встречаются и женятся на белых женщинах, до внутреннего конфликта по поводу цвета кожи, структуры волос и черт лица, до различий между мобильностью белых и черных женщин…..также атакуя миф о черном матриархате и стереотипные изображения черных женщин в популярной культуре». Коллектив также работал над такими вопросами, как «репродуктивные права, изнасилование, тюремная реформа, злоупотребление стерилизацией, насилие над женщинами, здравоохранение и расизм в движении белых женщин». Члены Combahee организовывали выездные встречи для обсуждения вопросов, связанных с заявлением, способов внедрения черного феминизма в сознание черных женщин и насущных проблем в их собственных сообществах. Но организация теряла темп, поскольку разговоры о лесбиянстве и повышении уровня образования оттолкнули некоторых членов. В результате конфликта лидеров и межличностных споров членство в Combahee сократилось. Последняя встреча состоялась в феврале 1980 года.

#### Kitchen Table: Women of Color Press
Будучи энтузиастом американской литературы и писательского мастерства, Барбара Смит изучала английский язык на протяжении всего своего образования. После того как она была очарована романом Джеймса Болдуина «Расскажи об этом на горе», она решила стать писателем-эмигрантом, но из-за интереса к социальным движениям 1960-х годов смирилась с изучением литературы дома. Она продолжила обучение в аспирантуре по литературе, пытаясь найти цветных писательниц, но смирилась с тем, что в американском литературном каноне не было чернокожих женщин. Прочитав в статье журнала Ms., что Элис Уокер будет читать курс по афроамериканским писательницам, Смит поступила и поклялась преподавать цветным писательницам всегда, пока будет преподавать. Она начала делать это в колледже Эмерсон в 1973 году.
Разочарованная тем, что в доступных произведениях цветных писателей в основном рассказывалось о переживаниях мужчин, Смит основала издательство Kitchen Table: Women of Color Press по предложению своей подруги Одри Лорд. Основанный в 1980 году в Бостоне, Kitchen Table переехал в Нью-Йорк в 1981 году. В сотрудничестве с Одри Лорд, Черри Морага, Хэтти Госсет, Сьюзен Л. Юнг, Джун Джордан и Глорией Анзальдуа, Барбара Смит опубликовала несколько памфлетов и книг, которые стали популярными в программах по этническим исследованиям, женским исследованиям, квир-исследованиям и черным исследованиям, например, «Home Girls: Антология черных феминисток», «Этот мост называется моей спиной», «Cuentos: Stories by Latinas» и «I Am Your Sister: Black Women Organizing Across Sexualities». По словам Б. Смит, наследие Kitchen Table отразилось на современной издательской деятельности, поскольку цветные женщины, такие как Уокер и Тони Моррисон, вошли в американский литературный канон, а также повлияло на феминистские исследования, включив межсекторность в качестве объектива исследования.
Б. Смит продолжала писать и выпустила сборник своих эссе, статей и рецензий после того, как ее участие в Kitchen Table закончилось. Ее статья «К черной феминистской критике» (1977), впервые опубликованная в журнале Conditions, часто упоминается как прорывная статья в литературе о черных женщинах и дискуссии о черных лесбиянках. Б. Смит редактировала три крупных сборника о черных женщинах: «Conditions 5: The Black Women’s Issue» (1979, с Лоррейн Бетел); «All the Women Are White, All the Blacks Are Men, But Some of Us Are Brave: Black Women’s Studies» (1982, с Глорией Т. Халл и Патрицией Белл-Скотт); и «Home Girls: Антология черных феминисток» (первое издание, Kitchen Table: Women of Color Press, 1983; второе издание, Rutgers University Press, 2000). Впоследствии она собрала свои различные работы в антологии «The Truth That Never Hurts: Writings on Race, Gender, and Freedom» (1998).

#### Феминизм
Барбара Смит первой ввела термин «политика идентичности», который она использовала для описания пересекающихся форм идентичности, которые создают уникальные формы угнетения для цветных женщин, особенно черных лесбиянок. На основе этой концепции политики идентичности Кимберле Уильямс Креншоу разработала идею интерсекциональности, которая приобрела популярность и признание в последние 20 лет. Барбара Смит критиковала феминизм второй волны за то, что он часто игнорировал, а иногда и намеренно исключал опыт черных женщин. Если феминизм не включает всех женщин, утверждала она, то это не феминизм, а «женское самовозвеличивание».
В сочетании с политикой идентичности Б. Смит создала черную феминистскую критику. В своей новаторской работе «К черной феминистской критике» Смит определяет богатую литературную традицию женщин африканского происхождения в Америке. Она утверждает, что эти черные женщины-авторы были в значительной степени проигнорированы в истории литературы. Если их не игнорировали открыто, то обесценивали и лишали политического и феминистского значения. Поскольку не было политического движения за черный феминизм, работы черных женщин были отнесены к афроамериканской литературе и лишены анализа пола или гендера, то есть все работы, которые определяли «феминизм» в то время, относили его только к опыту белых женщин. Наряду с созданием теоретической основы для оценки литературы чернокожих женщин, Б. Смит также была, возможно, самой влиятельной силой в популяризации таких авторов, как Элис Уокер, Тони Моррисон, Эми Тан и других цветных женщин-авторов через ее издательство Kitchen Table: Women of Color Press.
Будучи лесбиянкой, Смит применяла межсекторальный подход к феминизму не только в отношении расы и пола, но и в отношении сексуальности. Она была первым ученым, который выделил черную лесбийскую феминистскую литературу, хотя она отделяла лесбиянство от политической идентичности. В 1970-х, 1980-х и 1990-х годах Б. Смит активно участвовала в движениях за права ЛГБТ, но разочаровалась в отсутствии комплексности движения, которое, по ее мнению, вращалось вокруг отдельных вопросов, таких как однополые браки и «культура знаменитостей». Основные ЛГБТ-движения концентрировались на опыте белых геев, игнорируя при этом сложное угнетение, с которым сталкиваются цветные геи. С тех пор Б. Смит предпочитает многопроблемный ЛГБТ-активизм, который направлен на решение проблем угнетения тех, кто наиболее маргинализирован в обществе.

### Поздние годы

#### Государственная служба
Продолжая свою работу в качестве общественного организатора, Барбара Смит была избрана в Общий совет Олбани, Нью-Йорк (городской совет) в 2005 году, представляя 4-й отдел. В этот период она также работала с Дэвидом Качински в организации «Нью-йоркцы за альтернативы смертной казни» над инновационными решениями проблемы насильственной преступности. Во время двух сроков работы в Совете Олбани Барбара Смит активно занималась вопросами развития молодежи, предотвращения насилия и предоставления возможностей образования бедным, меньшинствам и лицам, не имеющим достаточного уровня обслуживания. В 2013 году она не стала добиваться переизбрания. Сейчас Барбара Смит работает в мэрии Олбани, возглавляя инициативы по решению проблем экономического, расового и социального неравенства.

#### Достижения
Барбара Смит продолжает читать лекции и выступать. Она передала свои документы в архив Лесбийский исторический архив в Бруклине, Нью-Йорк, и дала устные истории своей жизни Колумбийскому университету и колледжу Смита. Она снялась в документальном фильме Марлона Риггса Black Is…Black Ain’t 1994 года и в документальном фильме Makers 2013 года, снятом PBS и AOL: Women Who Make America.
2 февраля 2017 года она выступила с речью на Claiming Williams, «ежегодном мероприятии, где сообщество кампуса собирается вместе, чтобы обсудить вопросы расы, пола, идентичности, религии и сообщества». Claiming Williams — это «день морального мужества» в колледже Уильямс. Барбара Смит сказала, что «занять высокую духовную позицию, быть честным и решиться на что-то, что объективно пугает», являются ключевыми компонентами морального мужества.
Смит была стипендиатом Института Бантинга колледжа Рэдклифф в 1996 году и получила премию Стоунволл в 1994 году за свою активистскую деятельность.
В 2000 году она получила премию за права человека от Church Women United и была номинирована на Нобелевскую премию мира в 2005 году.
14 ноября 2015 года Фонд публичной библиотеки Олбани присвоил Смит звание «Литературная легенда» вместе с уроженцем Олбани Грегори Магуайром (автором книги «Злая ведьма: жизнь и времена Злой ведьмы Запада»).
Барбара Смит — активистка, выступающая против исламофобии. Она создала веб-сайт «Остановить исламофобию», чтобы продемонстрировать поддержку иммигрантов и беженцев. Она создала декаль «Соединенные Штаты всех стран» и координировала марши в ноябре и декабре 2016 года.
3 эпизод шестого сезона подкаста Making Gay History, вышедший в 2019 году, был посвящен Барбаре Смит.
В феврале 2020 года Барбара Смит поддержала кандидатуру Берни Сандерса на пост президента на праймериз Демократической партии.
В июне 2020 года, в честь 50-летия первого парада ЛГБТ-прайда, Queerty назвал ее в числе 50 героев, «ведущих нацию к равенству, принятию и достоинству для всех людей».

### Награды и признание
- Премия Харриет Табман за заслуги перед афроамериканским политическим форумом (2017)[46];
- Премия «Лямбда»: Профессиональная премия в области издательского дела[47];
- Премия Ассоциации выпускников колледжа Маунт-Холиок за достижения[48];
- Награда Ассоциации выпускников колледжа Маунт-Холиок[49];
- Номинация на Нобелевскую премию мира (2005)[48];
- Стипендиат Института Бантинга колледжа Рэдклиффа[48];
- Стипендиат Шомбургского центра исследований черной культуры (1995—1996)[49];
- Премия Church Women United за права человека (2000)[48];
- Премия Стоунволл за службу сообществу лесбиянок и геев (1994)[13].

### Круг заботы Смит
Как человек, который практикует то, что проповедует, и посвятил «всю жизнь работе и борьбе», Барбара Смит не имеет доступа к традиционному пенсионному фонду. Следуя принципу коллективной заботы черных феминисток, существует Круг заботы, который поддерживает Смит и ее работу. Взносы можно делать ежемесячно.

## Ain’t Gonna Let Nobody Turn Me Around
В 2014 году издательство SUNY Press опубликовало книгу «Ain’t Gonna Let Nobody Turn Me Around: Forty Years of Movement Building with Barbara Smith» - размышления о четырех десятилетиях активизма. Редакторы Алетиа Джонс и Вирджиния Юбэнкс работали совместно с Барбарой Смит, исследуя ее жизнь с детства до недавней работы в качестве выборного должностного лица. Сочетая труднодоступные исторические документы с новыми неопубликованными интервью с коллегами-активистами и учеными, книга раскрывает глубокие корни сегодняшней «политики идентичности» и «межсекторности» и служит руководством по практике солидарности и сопротивления. В книге есть предисловие американского историка Робина Д. Г. Келли.